# William A. Fowler
William Alfred Fowler (9. august 1911 - 14. marts 1995) var en amerikansk kernefysiker og senere astrofysiker. Han modtog nobelprisen i fysik i 1983 sammen med Subrahmanyan Chandrasekhar for sine teoretiske og eksperimentelle forskning i kernereaktion i stjerner og deres vigtighed for dannelsen af kemiske forbindelser i universet.